# 多田葵
多田葵（日语：／ Tada Aoi，1981年7月3日—），日本女性創作歌手及配音員，東京都出身，目前住在横滨市。

## 概要
巨蟹座O型。
原隸屬於向日葵劇團，2005年3月以後，成為Moon-Bunny Records所屬的單曲作家。之前曾出演過數個舞台劇。聲優出道作即為星際牛仔中的ED配音，ED活潑可愛的形象自此與多田葵那清甜的聲音緊緊聯繫在一起。現在的多田葵也出了個人的迷你音樂專輯《七色之歌（七色のうた）》，收錄個人創作之7首歌曲。平時的她則是位愛裝扮自己的女生，對指甲彩繪也相當有興趣。

## 出演作品

### 電視動畫
- 星際牛仔（艾德）
- 金田一少年事件簿（小椋乃絵留）
- 數碼寶貝馴獸師（大耳獸、黑大耳獸）
- 數碼寶貝幽靈遊戲（大耳獸助手）
- LAZARUS 拉撒路[1]

### 劇場版動畫
- 数码宝贝大冒险02——數碼旋風上陸—軟糖獸／大耳獸
- 数码宝贝大冒险02——黃金裝甲進化—軟糖獸／大耳獸
- 數碼寶貝驯兽师——冒險者們的戰鬥—大耳獸
- 數碼寶貝驯兽师——暴走數碼獸特急—大耳獸、黑大耳獸

### 單曲
- COWBOY BEBOP－追憶的夜曲
- COWBOY BEBOP—ED（エドワード・ウォン・ハウ・ペペル・チブルスキーIV世[2]）
- COWBOY BEBOP劇場版～天國之門 (Knockin' on heaven's door)—ED
- Angel Beats!—Brave Song
- GUNSLINGER GIRL -IL TEATRINO-—Doll
- SUNRISE英雄譚系列—ルン・フォレスト
- Rewrite－CANOE、渡りの詩
- Rewrite Harvest festa!－Harvest
- 你和她和她的戀愛。－星のメリーゴーランド
- 灼け落ちない翼－电视动画「Charlotte」ED
- Rewrite－Word of Dawn ED2

### CD
- COWBOY BEBOP OST3 BLUE WO QUI NON COIN
- 数码宝贝驯兽师ベストテイマーズ 3 李健良＆テリアモン
- 数码宝贝驯兽师ベストテイマーズ 8 李小春＆ロップモン
- 創聖的亞庫艾里翁OST 鳥になって
- Mini Album『七色のうた』

### 舞台劇
- アニー（アニー）
- アルゴミュージカル アルゴはじめての冒険
- アルゴミュージカル 光の橋をこえて
- アルゴミュージカル 黄金の島
- サウンドオブミュージック
- グッバイガール

## 註腳
1. ↑  . Comic Natalie. 2025-03-07  [2025-03-07] （日语）.
2. ↑  即Edward Wong Hau Pepelu Tirvrusky 4th

## 外部連結
- 劇団ひまわり （页面存档备份，存于）
- 多田 葵official blog（页面存档备份，存于）
- 多田 葵的X（前Twitter） （日語）
- ANN Encyclopedia (英語) （页面存档备份，存于）